# Szabó József (labdarúgó, 1896)
Szabó József, Joseph Szabo vagy José Szabó (Gönyű, 1896. május 11. – 1973. március 17.) válogatott labdarúgó, fedezet, edző.

## Családja
1896. május 11-én született a Győr vármegyei Gönyűn. Apja Szabó Sándor asztalosmester a Nyitra vármegyei Farkasdról származott. Anyja a gönyűi születésű Szüts Anna volt.

## Pályafutása

### Klubcsapatban
1919 és 1924 között a Ferencvárosban játszott. A Fradiban összesen 184 mérkőzésen szerepelt (101 bajnoki, 67 nemzetközi, 16 hazai díjmérkőzés) és 6 gólt szerzett (4 bajnoki, 2 egyéb).
1926-tól Madeirán élt és a CD Nacional, majd a CS Marítimo labdarúgója volt. 1930-ban Portóba költözött és játékosedzőként dolgozoz az FC Porto csapatánál. 1932-ben fejezte be az aktív labdarúgást.

### A válogatottban
1920 és 1923 között hat alkalommal szerepelt a válogatottban.

### Edzőként
1930-ban kezdte az edzői pályafutását az FC Porto csapatánál, ahol 1936-ig, majd 1945 és 1947 között volt vezetőedző. Három alkalommal volt a Sporting de Braga vezetpőedzője (1936–37, 1945 és 1956–57). Ugyancsak három időszakban irányította a Sporting CP szakmai munkáját (1937–45, 1953–54, 1965–65). 1965–66-ban az angolai válogatott szövetségi kapitánya volt.

## Sikerei, díjai

### Játékosként
Ferencvárosi TC
- Magyar bajnokság
  - 2.: 1918–19, 1921–22, 1923–24
  - 3.: 1919–20, 1920–21, 1922–23
- Magyar kupa
  - győztes: 1922

### Edzőként
FC Porto
- Portugál bajnokság
  - bajnok: 1934–35
- Portugál kupa
  - győztes: 1932

 Sporting CP
- Portugál bajnokság
  - bajnok: 1937–38, 1940–41, 1943–44, 1953–54
- Portugál kupa
  - győztes: 1941, 1945, 1954

## Statisztika

### Mérkőzései a válogatottban
| Magyarország | Magyarország        | Magyarország                    | Magyarország      | Magyarország | Magyarország    | Magyarország | Magyarország | Magyarország |
| #            | Dátum               | Helyszín                        | Hazai             | Eredmény     | Vendég          | Kiírás       | Gólok        | Esemény      |
| ------------ | ------------------- | ------------------------------- | ----------------- | ------------ | --------------- | ------------ | ------------ | ------------ |
| 1.           | 1920. november 7.   | Budapest, Hungária körúti pálya | Magyarország      | 1 – 2        | Ausztria        | barátságos   | -            |              |
| 2.           | 1921. április 24.   | Bécs, Simmering-pálya           | Ausztria          | 4 – 1        | Magyarország    | barátságos   | -            |              |
|              | 1921. június 26.    | Budapest, Üllői úti pálya       | Magyarország      | 3 – 0        | Dél-Németország | barátságos   | -            |              |
| 3.           | 1922. május 14.     | Krakkó                          | Lengyelország     | 0 – 3        | Magyarország    | barátságos   | -            |              |
| 4.           | 1922. június 15.    | Budapest, Üllői úti pálya       | Magyarország      | 1 – 1        | Svájc           | barátságos   | -            |              |
| 5.           | 1922. július 13.    | Helsinki                        | Finnország        | 1 – 5        | Magyarország    | barátságos   | -            |              |
|              | 1922. augusztus 27. | Lipcse                          | Közép-Németország | 3 – 5        | Magyarország    | barátságos   | -            |              |
| 6.           | 1923. május 6.      | Bécs, Hohe Warte                | Ausztria          | 1 – 0        | Magyarország    | barátságos   | -            | 72'          |
|              | Összesen            |                                 |                   | 6            | mérkőzés        |              | 0            | gól          |